# Dominika Cibulková
Dominika Cibulková (* 6. Mai 1989 in Bratislava) ist eine ehemalige slowakische Tennisspielerin.

## Karriere
Cibulková, die im Alter von sieben Jahren mit dem Tennissport begann, spielte 2004 in Prag ihr erstes ITF-Turnier. Auf dem ITF Women’s Circuit gewann sie zwei Einzeltitel, 2005 in Amarante (Portugal) und 2006 in ihrer Heimatstadt Bratislava. Auf der WTA Tour stehen sechs Einzeltitel zu Buche. Im Januar 2009 gewann sie an der Seite von Dominik Hrbatý für die Slowakei den Hopman Cup. Ihre Karrierehöhepunkte waren die Finalteilnahme 2014 bei den Australian Open und der Gewinn der inoffiziellen Weltmeisterschaft 2016 in Singapur.

### 2010–2011
Cibulková erreichte 2010 in Paris und in Wimbledon jeweils die dritte Runde und zog bei den US Open ins Viertelfinale ein. 2011 warf sie in Wimbledon die Weltranglistenerste Caroline Wozniacki aus dem Turnier, unterlag dann im Viertelfinale allerdings Marija Scharapowa klar mit 1:6, 1:6. Beim Hartplatzturnier von Stanford erreichte sie das Halbfinale, zu dem sie verletzungsbedingt nicht antreten konnte. In Linz verlor sie das Finale mit 4:6, 1:6 gegen Petra Kvitová. Beim Kremlin Cup in Moskau konnte sie schließlich ihren ersten WTA-Titel feiern, im Endspiel besiegte sie Kaia Kanepi mit 3:6, 7:61 und 7:5.

### 2012–2013
Bei den Australian Open kam sie 2012 nur bis Runde zwei. Im Februar erreichte sie mit dem slowakischen Fed-Cup-Team die Play-off-Runde um die Teilnahme an der Weltgruppe; sie verlor ihr Einzel in Bratislava gegen Virginie Razzano, gewann aber gegen Pauline Parmentier. Beim Sandplatzturnier in Barcelona erreichte sie das Finale, musste sich dann jedoch Sara Errani mit 2:6, 2:6 klar geschlagen geben. Bei den French Open sorgte sie für eine Überraschung, als sie im Achtelfinale die Weltranglistenerste Wiktoryja Asaranka mit 6:2, 7:64 aus dem Turnier beförderte. Im Viertelfinale schied sie gegen die frühere Finalistin Samantha Stosur aus. In Wimbledon scheiterte sie bereits in Runde eins. Zum Auftakt der US-Hartplatzsaison gelang ihr in San Diego mit einem Finalsieg über Marion Bartoli (6:1, 7:5) der zweite Titelgewinn auf der Tour.
Ihren dritten WTA-Titel sicherte sich Cibulková wiederum auf Hartplatz. Beim Turnier in Stanford bezwang sie 2013 nach Siegen über Stefanie Vögele, Urszula Radwańska und Sorana Cîrstea im Endspiel auch die Nummer 4 der Welt, Agnieszka Radwańska.

### 2014
Bei den Australian Open erreichte sie nach Siegen über Francesca Schiavone, Stefanie Vögele, Carla Suárez Navarro, Marija Scharapowa, Simona Halep und Agnieszka Radwańska erstmals das Endspiel eines Grand-Slam-Turniers. Sie unterlag dort Li Na mit 6:73 und 0:6. Ihren vierten WTA-Titel gewann sie in Acapulco erneut auf Hartplatz. Bei den Sony Open in Miami zog sie ins Halbfinale ein. Im Viertelfinale konnte sie gegen Radwańska drei Matchbälle abwehren und die Partie noch drehen. Damit stand sie erstmals in den Top Ten der WTA-Weltrangliste.

### Seit 2015
Bei den Australian Open schaffte es Cibulková diesmal bis ins Viertelfinale. Im März 2015 unterzog sie sich einer Operation an ihrem linken Bein. Ende Juni griff sie wieder ins Turniergeschehen ein, bei den US Open erreichte sie die dritte Runde. In Wimbledon schied Cibulková 2016 erst im Viertelfinale aus, dort unterlag sie Jelena Wesnina in zwei Sätzen. Im Juli erreichte sie im WTA-Ranking wieder ihre Bestmarke vom März 2014 (Platz 10). Mit ihrem Turniersieg in Linz qualifizierte sie sich zum ersten Mal für die WTA Finals, bei denen sie überraschend ins Endspiel einzog. Sie revanchierte sich dort für die Vorrundenniederlage gegen Angelique Kerber, indem sie die Weltranglistenerste mit 6:3 und 6:4 besiegte, und stieß damit erstmals unter die Top 5 vor. Im November 2019 gab sie ihr Karriereende bekannt.

## Turniersiege

### Einzel
| Nr. | Datum            | Turnier    | Kategorie              | Belag             | Finalgegnerin       | Ergebnis       |
| --- | ---------------- | ---------- | ---------------------- | ----------------- | ------------------- | -------------- |
| 1.  | 23. Oktober 2011 | Moskau     | WTA Premier            | Hartplatz (Halle) | Kaia Kanepi         | 3:6, 7:61, 7:5 |
| 2.  | 22. Juli 2012    | San Diego  | WTA Premier            | Hartplatz         | Marion Bartoli      | 6:1, 7:5       |
| 3.  | 28. Juli 2013    | Stanford   | WTA Premier            | Hartplatz         | Agnieszka Radwańska | 3:6, 6:4, 6:4  |
| 4.  | 1. März 2014     | Acapulco   | WTA International      | Hartplatz         | Christina McHale    | 7:63, 4:6, 6:4 |
| 5.  | 10. April 2016   | Katowice   | WTA International      | Hartplatz (Halle) | Camila Giorgi       | 6:4, 6:0       |
| 6.  | 25. Juni 2016    | Eastbourne | WTA Premier            | Rasen             | Karolína Plíšková   | 7:5, 6:3       |
| 7.  | 16. Oktober 2016 | Linz       | WTA International      | Hartplatz (Halle) | Viktorija Golubic   | 6:3, 7:5       |
| 8.  | 30. Oktober 2016 | Singapur   | WTA Tour Championships | Hartplatz (Halle) | Angelique Kerber    | 6:3, 6:4       |

### Doppel
| Nr. | Datum         | Turnier          | Kategorie         | Belag | Partnerin        | Finalgegnerinnen          | Ergebnis         |
| --- | ------------- | ---------------- | ----------------- | ----- | ---------------- | ------------------------- | ---------------- |
| 1.  | 17. Juni 2017 | ’s-Hertogenbosch | WTA International | Rasen | Kirsten Flipkens | Kiki Bertens Demi Schuurs | 4:6, 6:4, [10:6] |

## Karrierestatistik und Turnierbilanz

### Einzel
| Turnier                      | 2004              | 2005              | 2006              | 2007              | 2008              | 2009              | 2010              | 2011              | 2012              | 2013              | 2014              | 2015              | 2016              | 2017              | 2018              | 2019              | T / T       | S/N         | Sieg%       |
| ---------------------------- | ----------------- | ----------------- | ----------------- | ----------------- | ----------------- | ----------------- | ----------------- | ----------------- | ----------------- | ----------------- | ----------------- | ----------------- | ----------------- | ----------------- | ----------------- | ----------------- | ----------- | ----------- | ----------- |
| Australian Open              | –                 | –                 | –                 | Q1                | 1                 | AF                | 1                 | 3                 | 2                 | 2                 | F                 | VF                | 1                 | 3                 | 1                 | 1                 | 0 / 12      | 19:12       | 61 %        |
| French Open                  | –                 | –                 | –                 | 3                 | 3                 | HF                | 3                 | 1                 | VF                | 2                 | 3                 | –                 | 3                 | 2                 | 1                 | 1                 | 0 / 12      | 21:12       | 64 %        |
| Wimbledon                    | –                 | –                 | –                 | Q1                | 1                 | 3                 | 3                 | VF                | 1                 | 3                 | 3                 | 1                 | VF                | 3                 | VF                | –                 | 0 / 11      | 22:11       | 67 %        |
| US Open                      | –                 | –                 | –                 | 2                 | 3                 | –                 | VF                | 2                 | 3                 | 1                 | 1                 | 3                 | 3                 | 2                 | AF                | –                 | 0 / 11      | 18:11       | 62 %        |
| WTA Finals                   | –                 | –                 | –                 | –                 | –                 | –                 | –                 | –                 | –                 | –                 | –                 | –                 | S                 | –                 | –                 | –                 | 1 / 1       | 3:2         | 60 %        |
| Doha                         | andere Kategorie  | andere Kategorie  | andere Kategorie  | andere Kategorie  | VF                | n. a. bzw. a. K.  | n. a. bzw. a. K.  | n. a. bzw. a. K.  | 1                 | –                 | 1                 | a. K.             | –                 | a. K.             | 2                 | a. K.             | 0 / 4       | 4:4         | 50 %        |
| Dubai                        | andere Kategorie  | andere Kategorie  | andere Kategorie  | andere Kategorie  | andere Kategorie  | 3                 | 2                 | 1                 | andere Kategorie  | andere Kategorie  | andere Kategorie  | –                 | a. K.             | 2                 | a. K.             | 2                 | 0 / 5       | 4:5         | 44 %        |
| Indian Wells                 | –                 | –                 | –                 | –                 | 3                 | 2                 | 2                 | AF                | 3                 | 3                 | VF                | –                 | 2                 | AF                | 2                 | 2                 | 0 / 11      | 11:11       | 50 %        |
| Miami                        | –                 | –                 | –                 | 1                 | 3                 | 3                 | 3                 | 3                 | AF                | AF                | HF                | –                 | 2                 | AF                | –                 | 1                 | 0 / 11      | 16:11       | 59 %        |
| Charleston                   | –                 | –                 | –                 | 1                 | 1                 | andere Kategorie  | andere Kategorie  | andere Kategorie  | andere Kategorie  | andere Kategorie  | andere Kategorie  | andere Kategorie  | andere Kategorie  | andere Kategorie  | andere Kategorie  | andere Kategorie  | 0 / 2       | 0:2         | 0 %         |
| Berlin                       | –                 | –                 | –                 | –                 | 1                 | nicht ausgetragen | nicht ausgetragen | nicht ausgetragen | nicht ausgetragen | nicht ausgetragen | nicht ausgetragen | nicht ausgetragen | nicht ausgetragen | nicht ausgetragen | nicht ausgetragen | nicht ausgetragen | 0 / 1       | 0:1         | 0 %         |
| Madrid                       | nicht ausgetragen | nicht ausgetragen | nicht ausgetragen | nicht ausgetragen | nicht ausgetragen | –                 | 2                 | VF                | 1                 | 2                 | 1                 | –                 | F                 | 2                 | 1                 | 1                 | 0 / 9       | 10:9        | 53 %        |
| Rom                          | –                 | –                 | –                 | –                 | 2                 | –                 | 3                 | –                 | VF                | AF                | 1                 | –                 | –                 | 2                 | 2                 | 2                 | 0 / 8       | 9:8         | 53 %        |
| Kanada                       | –                 | –                 | –                 | 2                 | F                 | 2                 | 1                 | 1                 | 2                 | VF                | 2                 | 2                 | 2                 | 2                 | –                 | –                 | 0 / 11      | 14:11       | 56 %        |
| Cincinnati                   | andere Kategorie  | andere Kategorie  | andere Kategorie  | andere Kategorie  | andere Kategorie  | 1                 | 1                 | –                 | 2                 | 1                 | 1                 | 1                 | AF                | AF                | –                 | –                 | 0 / 8       | 4:8         | 33 %        |
| Tokio                        | –                 | –                 | –                 | –                 | 2                 | –                 | 1                 | 2                 | AF                | AF                | andere Kategorie  | andere Kategorie  | andere Kategorie  | andere Kategorie  | andere Kategorie  | andere Kategorie  | 0 / 5       | 6:5         | 55 %        |
| Moskau                       | –                 | –                 | –                 | –                 | VF                | andere Kategorie  | andere Kategorie  | andere Kategorie  | andere Kategorie  | andere Kategorie  | andere Kategorie  | andere Kategorie  | andere Kategorie  | andere Kategorie  | andere Kategorie  | andere Kategorie  | 0 / 1       | 2:1         | 67 %        |
| Peking                       | nicht ausgetragen | nicht ausgetragen | nicht ausgetragen | nicht ausgetragen | nicht ausgetragen | –                 | 2                 | AF                | 1                 | 1                 | –                 | 2                 | 2                 | 1                 | VF                | –                 | 0 / 8       | 7:8         | 47 %        |
| Wuhan                        | nicht ausgetragen | nicht ausgetragen | nicht ausgetragen | nicht ausgetragen | nicht ausgetragen | nicht ausgetragen | nicht ausgetragen | nicht ausgetragen | nicht ausgetragen | nicht ausgetragen | 1                 | 1                 | F                 | AF                | VF                | –                 | 0 / 5       | 9:5         | 64 %        |
| Olympische Spiele            | –                 | nicht ausgetragen | nicht ausgetragen | nicht ausgetragen | AF                | nicht ausgetragen | nicht ausgetragen | nicht ausgetragen | 1                 | nicht ausgetragen | nicht ausgetragen | nicht ausgetragen | –                 | nicht ausgetragen | nicht ausgetragen | nicht ausgetragen | 0 / 2       | 2:2         | 50 %        |
| Fed Cup                      | –                 | PO                | PO                | PO                | PO                | PO                | PO                | PO                | PO                | HF                | PO                | –                 | PO                | –                 | –                 | PO                | 0 / 12      | 22:11       | 67 %        |
| Statistik                    | Statistik         | Statistik         | Statistik         | Statistik         | Statistik         | Statistik         | Statistik         | Statistik         | Statistik         | Statistik         | Statistik         | Statistik         | Statistik         | Statistik         | Statistik         | Statistik         | S/N         | S/N         | Sieg%       |
| Turnierteilnahmen            | 1                 | 8                 | 13                | 23                | 26                | 18                | 24                | 22                | 27                | 24                | 23                | 16                | 23                | 22                | 19                | 9                 | Gesamt: 298 | Gesamt: 298 | Gesamt: 298 |
| Erreichte Finals             | 0                 | 2                 | 4                 | 0                 | 2                 | 0                 | 0                 | 2                 | 2                 | 2                 | 3                 | 0                 | 7                 | 1                 | 2                 | 0                 | Gesamt: 27  | Gesamt: 27  | Gesamt: 27  |
| Gewonnene Titel              | 0                 | 1                 | 1                 | 0                 | 0                 | 0                 | 0                 | 1                 | 1                 | 1                 | 1                 | 0                 | 4                 | 0                 | 0                 | 0                 | Gesamt: 10  | Gesamt: 10  | Gesamt: 10  |
| Hartplatz-Siege/-Niederlagen | 1:1               | 10:6              | 19:7              | 18:17             | 30:18             | 10:11             | 22:19             | 29:15             | 20:18             | 19:16             | 29:19             | 17:14             | 37:17             | 22:15             | 18:11             | 1:5               | 302:209     | 302:209     | 59 %        |
| Sand-Siege/-Niederlagen      | 0:0               | 6:2               | 14:4              | 18:7              | 10:6              | 12:6              | 8:4               | 4:3               | 14:6              | 5:6               | 2:3               | 0:0               | 9:3               | 2:3               | 5:5               | 3:4               | 112:62      | 112:62      | 64 %        |
| Rasen-Siege/-Niederlagen     | 0:0               | 0:0               | 0:0               | 0:2               | 0:1               | 2:2               | 4:2               | 7:2               | 2:3               | 4:2               | 2:2               | 2:2               | 9:1               | 2:4               | 5:3               | 0:0               | 39:26       | 39:26       | 60 %        |
| Teppich-Siege/-Niederlagen   | 0:0               | 0:0               | 0:0               | 0:0               | 2:2               | 0:0               | 0:0               | 2:1               | 0:0               | 0:1               | 0:0               | 0:0               | 0:0               | 0:0               | 0:0               | 0:0               | 4:4         | 4:4         | 50 %        |
| Gesamt-Siege/-Niederlagen    | 1:1               | 16:8              | 33:11             | 36:26             | 42:27             | 24:19             | 34:25             | 42:21             | 36:27             | 28:25             | 33:24             | 19:16             | 55:21             | 26:22             | 28:19             | 4:9               | 457:301     | 457:301     | 60 %        |
| Sieg%                        | 50 %              | 67 %              | 75 %              | 58 %              | 61 %              | 56 %              | 58 %              | 67 %              | 57 %              | 53 %              | 58 %              | 54 %              | 72 %              | 54 %              | 60 %              | 31 %              | Gesamt:     | Gesamt:     | 60 %        |
| Jahresendposition            | –                 | 555               | 156               | 52                | 19                | 30                | 31                | 18                | 15                | 23                | 11                | 38                | 5                 | 26                | 25                | 316               | N/A         | N/A         | N/A         |

Zeichenerklärung: S = Turniersieg; F, HF, VF, AF = Einzug ins Finale / Halbfinale / Viertelfinale / Achtelfinale; 1, 2, 3 = Ausscheiden in der 1. / 2. / 3. Hauptrunde; KF (kleines Finale) = unterlegen im Spiel um Platz drei; RR = Round Robin (Gruppenphase); n. a. = nicht ausgetragen; a. K. = andere Kategorie; PO (Playoff) = Auf- und Abstiegsrunde im Billie Jean King Cup; K1, K2, K3 = Teilnahme in der Kontinentalgruppe I, II, III im Billie Jean King Cup.
Anmerkung: Diese Statistik berücksichtigt alle Ergebnisse im Einzel bei ITF- und WTA-Turnieren. Als Quelle dient die ITF-Seite der Spielerin. Dargestellt sind nur WTA-Turniere der Kategorie Tier I (bis 2008), die WTA-Turniere der Kategorien Premier Mandatory und Premier 5 (2009–2020) bzw. die WTA-Turniere der Kategorie 1000 (seit 2021).

### Doppel
| Turnier         | 2007 | 2008 | 2009 | 2010 | 2011 | 2012 | 2013 | 2014 | 2015 | 2016 | 2017 | 2018 | 2019 | Bilanz | Karriere |
| --------------- | ---- | ---- | ---- | ---- | ---- | ---- | ---- | ---- | ---- | ---- | ---- | ---- | ---- | ------ | -------- |
| Australian Open | —    | —    | 1    | 1    | 1    | 2    | 2    | 1    | 2    | AF   | —    | —    | —    | 5:8    | AF       |
| French Open     | —    | 1    | 1    | 2    | —    | 2    | 1    | 2    | —    | 2    | —    | —    | 1    | 4:8    | 2        |
| Wimbledon       | —    | 1    | 1    | AF   | 1    | 2    | 1    | 1    | —    | —    | —    | —    | —    | 3:7    | AF       |
| US Open         | 2    | VF   | —    | 2    | 2    | 1    | 1    | 1    | 2    | —    | —    | —    | —    | 7:8    | VF       |

### Mixed
| Turnier         | 2008 | 2009 | Bilanz | Karriere |
| --------------- | ---- | ---- | ------ | -------- |
| Australian Open | —    | VF   | 2:1    | VF       |
| French Open     | AF   | 1    | 1:2    | AF       |
| Wimbledon       | —    | —    | 0:0    | —        |
| US Open         | 1    | —    | 0:1    | 1        |

## Auszeichnungen
- WTA "Comeback Of The Year" – 2016[6]

## Persönliches
Seit dem 9. Juli 2016 ist sie verheiratet. Im Januar 2021 sorgte Dominika Cibulková gemeinsam mit ihrem Ehemann in der Slowakei für große Empörung, da sie willentlich gegen den nationalen Covid-19-Impfplan verstießen und sich unberechtigter Weise in der ersten „Impfphase“ gegen das Coronavirus impfen ließen.